# CTTNBP2
CTTNBP2‏ (Cortactin binding protein 2) هوَ بروتين يُشَفر بواسطة جين CTTNBP2 في الإنسان.